# San Sebastiano (Botticelli)
Il Martirio di San Sebastiano è un dipinto tempera su tavola (195x100 cm) di Sandro Botticelli, datata al gennaio 1473 e conservata nella Gemäldegalerie di Berlino.

## Storia
La data dell'opera era leggibile sulla cornice originale andata perduta. Alessandro Cecchi ipotizzò che la tavola fosse stata dipinta entro il 20 del mese, giorno dedicato alla memoria festiva di Sebastiano. Giorgio Vasari nella biografia di Botticelli ricordò quest'opera appesa a uno dei pilastri della chiesa fiorentina di Santa Maria Maggiore.

## Descrizione e stile
San Sebastiano, dal corpo asciutto ed efebico, campeggia seminudo legato a un palo, mentre alcune frecce lo martirizzano. L'orizzonte ribassato del dolce paesaggio sullo sfondo fa giganteggiare la sua figura, che appare maestosa ed isolata nel riquadro allungato della cornice. Le basi di due rami recisi fanno da appoggio ai piedi del santo, prospetticamente proiettati verso lo spettatore. La forza espressiva di alcuni dettagli e la precisa resa anatomica del santo testimoniano i mezzi artistici del giovane pittore che stavano arrivando a una veloce maturazione.
Il tema è legato alla filosofia dell'Accademia neoplatonica, a cui doveva essersi accostato fin dai tempi della Fortezza (1470). Nei circoli culturali colti vicini alla famiglia Medici, animati da Marsilio Ficino e Agnolo Poliziano, la realtà era vista come la combinazione di due grandi princìpi, il divino da una parte e la materia inerte dall'altra; l'uomo così occupava nel mondo un posto privilegiato perché attraverso la ragione poteva giungere alla contemplazione del divino, ma anche recedere ai livelli più bassi della sua condizione se guidato solo dalla materialità dei propri istinti. In questa opera dunque Botticelli, oltre come sempre ad esaltare la bellezza corporea, vuole sia distaccare la figura sospesa a mezz'aria del santo dalla mondanità, risaltandolo con quella luce ai margini che lo avvicina al cielo e alla trascendenza, sia evidenziare la malinconia che emerge dall'offesa che il mondo che non comprende questi ideali ha attuato nei confronti di san Sebastiano.

## Influenza e derivazioni
Di poco successivo è il Martirio di san Sebastiano di Piero del Pollaiolo, oggi alla National Gallery di Londra: assai movimentato e più monumentale della tavola botticelliana con i carnefici intenti a caricare e scoccare frecce con archi e balestre; in Botticelli resta solamente la figura del Santo a dominare la scena con aria serena, nell'atto di contemplare i suoi aguzzini che si stanno allontanando sullo sfondo immersi in un paesaggio che molto deve alla pittura fiamminga quattrocentesca.
Francesco Botticini realizzò un San Sebastiano la cui ispirazione alla tavola botticelliana si mostra in maniera assai evidente.

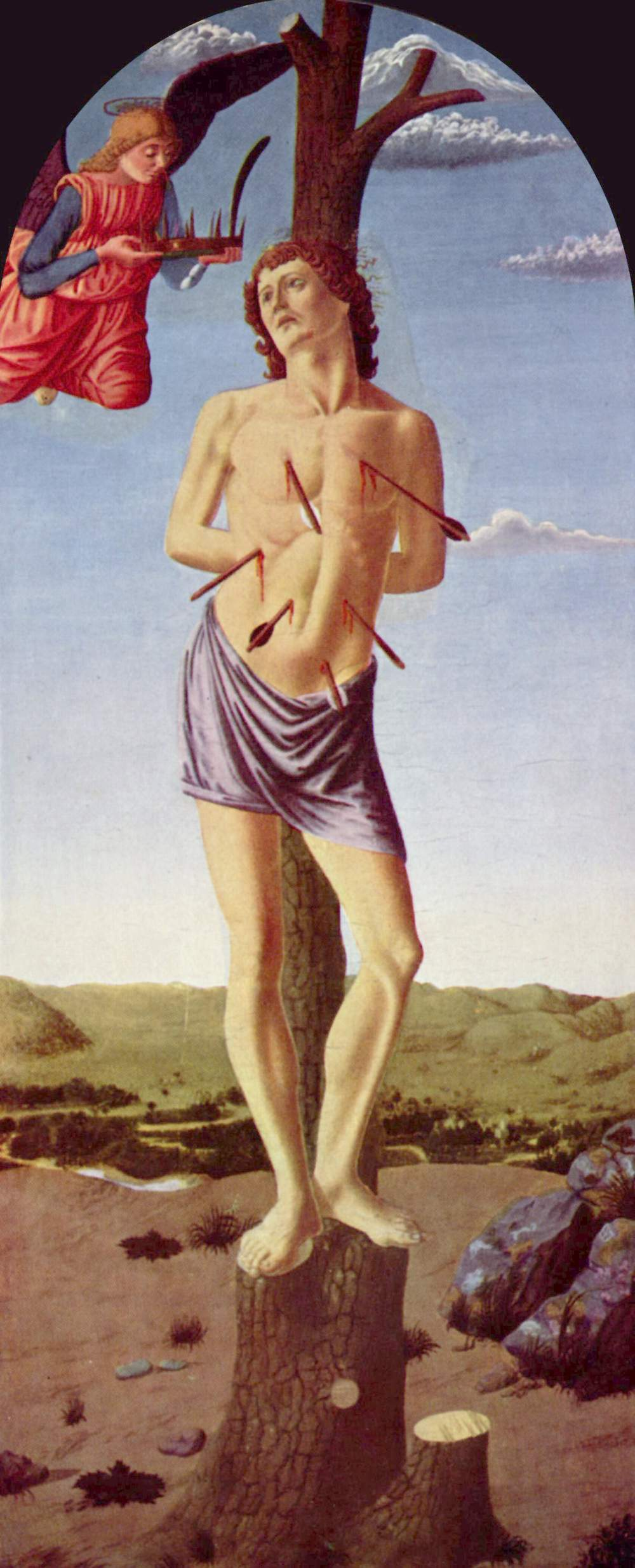
Francesco Botticini, San Sebastiano, New York, Metropolitan Museum of Art, post 1474
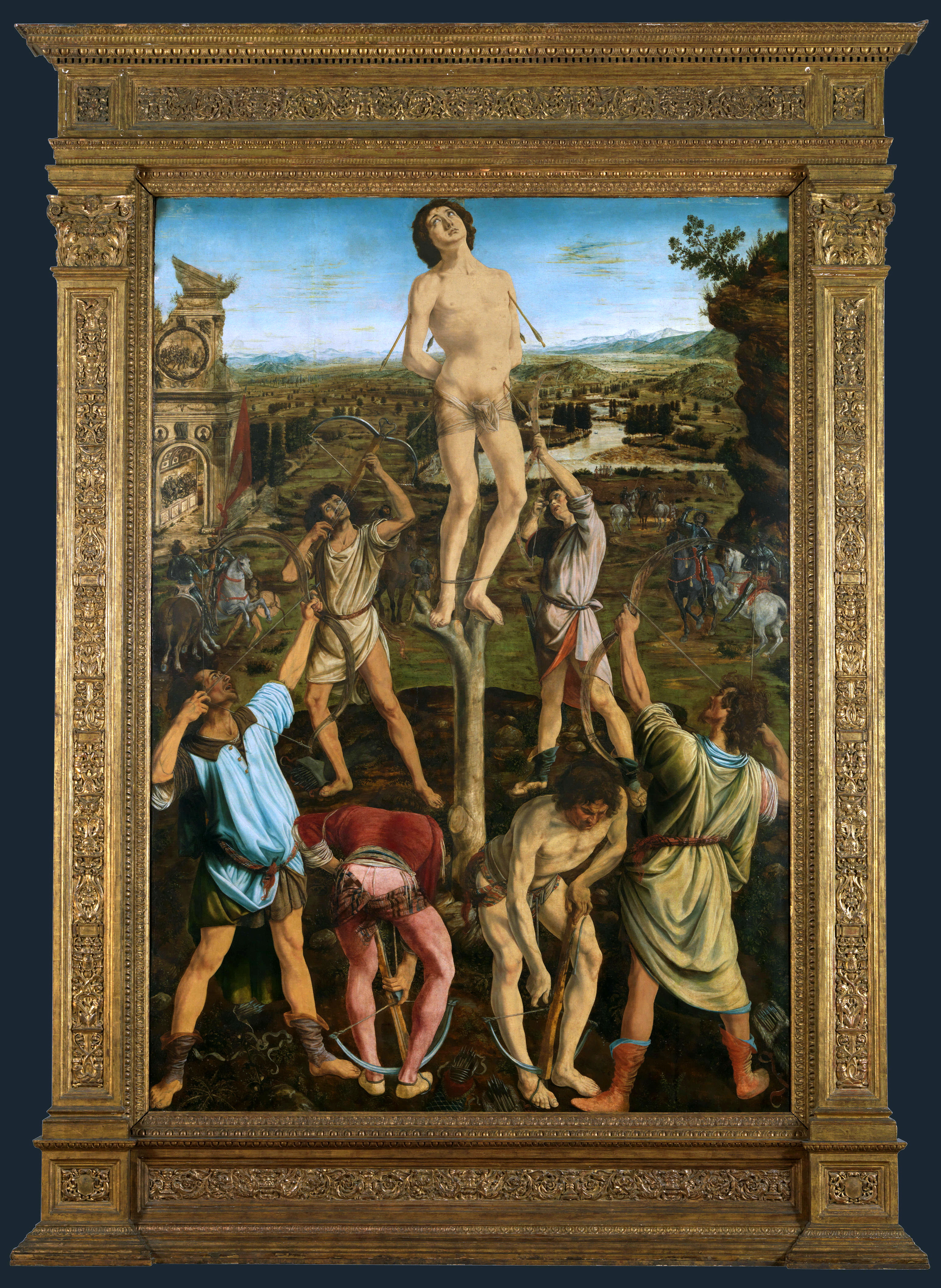
Piero del Pollaiolo, Martirio di San Sebastiano, Londra, National Gallery, 1475